# Nigrette à calotte grise
Nigrita canicapillus
Espèce
Synonymes
- Nigrita canicapilla

Statut de conservation UICN

 LC  : Préoccupation mineure
Statut CITES
La Nigrette à calotte grise (Nigrita canicapillus) est une espèce de passereau des forêts tropicales d'Afrique appartenant à la famille des Estrildidae.